# Orinocosa celerierae
Orinocosa celerierae is een spinnensoort in de taxonomische indeling van de wolfspinnen (Lycosidae).
Het dier behoort tot het geslacht Orinocosa. De wetenschappelijke naam van de soort werd voor het eerst geldig gepubliceerd in 1976 door Cornic.